# Radnički fudbalski klub Novi Sad 1921
Il Radnički Fudbalski Klub Novi Sad 1921, abbreviato in RFK Novi Sad 1921 (in serbo РФК Нови Сад 1921?) è una società calcistica della Vojvodina (Serbia) con sede a Novi Sad, più precisamente nel quartiere di Detelinara. Milita nella Srpska liga Vojvodina, terza serie del campionato serbo di calcio.

## Storia
La squadra è stata fondata nel 1921 col nome NTK (Novosadski Trgovački Klub, Club Commerciale Novi Sad) e ha giocato nei campionati regionali. Nel 1923 ha vinto il campionato locale. Nel 1954 due squadre cittadine FK Eđšeg (conosciuto come Jedinstvo) e FK Radnički si sono fuse in un solo club chiamato RFK Novi Sad (Radnički Fudbalski Klub Novi Sad) che prese come casa il campo dello Jedinstvo ed i colori giallo-blu dal NAK Novi Sad.
Da allora la squadra iniziò a migliorare e nel 1961 ottenne la promozione nella massima divisione e la mantenne per 3 stagioni. Nella prima stagione la salvezza fu sofferta, nella seconda finì all'ottavo posto davanti ai concittadini del Vojvodina, nella terza finì penultima e retrocessa per un punto, in un campionato molto equilibrato. Da allora il RNK Novi Sad non è più riuscito a tornare nella Prva Liga.
Nel 1978 la squadra giovanile ha vinto la Coppa di Jugoslavia di categoria, battendo i coetanei della Dinamo Zagabria ai calci di rigore (5-3, i tempi regolamentari si erano chiusi sull'1-1) davanti a 20000 spettatori allo stadio Marakana di Belgrado.
Dopo la dissoluzione della Jugoslavia nel 1992, il RFK Novi Sad è stato l'unico club a giocare per 14 stagioni consecutive nella nuova seconda divisione. Nel 2006 è retrocesso, facendo poi un immediato ritorno. Nel 2011 ha festeggiato il 90º compleanno e nel 2012 ha cambiato il nome in FK Novi Sad. Nel 2014, in crisi finanziaria, ha dichiarato bancarotta, si è ritirato dal campionato ed è ripartito dai campionati regionali come RFK Novi Sad 1921, iscruvendosi alla Gradska Liga, sesto livello del calcio serbo.
Nel 2022 il club si è fuso con il Proleter Novi Sad, appena retrocesso nella seconda serie serba, e ha così ottenuto la licenza per giocare in serie cadetta.

### Cronologia dei nomi
- Il club è nato nel 1921 come NTK (Novosadski Trgovački Klub) e fino alla seconda guerra mondiale ha disputato principalmente i campionati della Novosadskog nogometnog podsaveza (Sottoassociazione calcistica di Novi Sad)
- Nel 1948 la società "Stobeks" riattiva il NTK come Eđšeg, ma pochi anni dopo il regime comunista rimuove il nome Eđšeg e la squadra diventa FK Novi Sad
- Nel 1954 si fonde col Radnički e diventa RFK Novi Sad
- Nel 2012 esce la compagnia Radnički, la squadra ritorna FK Novi Sad
- Nel 2014 per problemi finanziari la squadra rinuncia al campionato e riparte dal sesto livello come RFK Novi Sad 1921

## Strutture

### Stadio

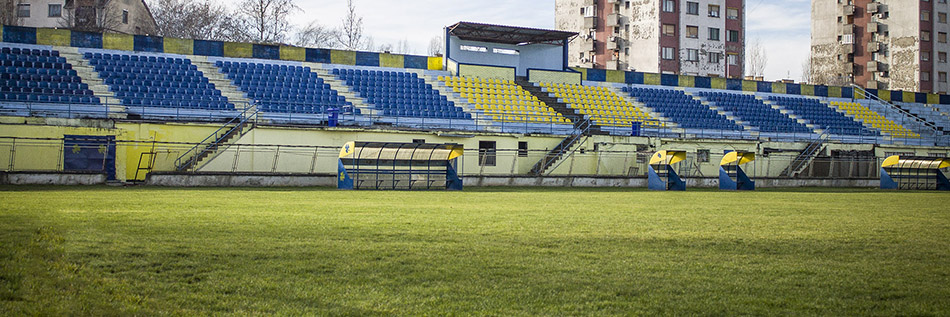
Stadio Detelinara

Lo stadio si trova nel quartiere Detelinara da cui prende anche il nome. Può ospitare circa 6000 spettatori.

## Calciatori

### Giocatori di rilievo
- Ivica Brzić
- Aleksandar Kozlina
- Lazar Lemić
- Živan Ljukovčan
- Zoran Marić
- Josip Pirmajer
- Ljubiša Dunđerski
- Slaviša Jokanović
- Milan Jovanić
- Miodrag Pantelić
- Almir Memić
- Zlatomir Zagorčić
- Anto Grabo
- Predrag Bošnjak
- Slobodan Drapić
- Milan Rakič

## Palmarès

### Competizioni nazionali
- 2. Savezna liga: 1

1960-1961
- Treća Liga: 1

1991-1992 (girone nord)

### Competizioni regionali
- Srpska Liga Voivodina: 4

1967-1968, 1981-1982, 1991-1992, 2006-2007
- Coppa Vojvodina: 1

1991

### Competizioni giovanili
- Omladinski kup Jugoslavije u nogometu: 1

1977-1978

### Altri piazzamenti
- 2. Savezna liga:

Secondo posto: 1959-1960 (girone est), 1971-1972 (girone nord), 1976-1977 (girone ovest), 1986-1987 (girone ovest)>
Terzo posto: 1972-1973 (girone nord), 1974-1975 (girone ovest), 1975-1976 (girone ovest), 1978-1979 (girone ovest)
- Coppa di Serbia:

Semifinalista: 1995-1996
- Druga liga SR Jugoslavije:

Secondo posto: 1999-2000
Terzo posto: 2001-2002 (girone nord), 2003-2004 (girone nord)

## Tifoseria

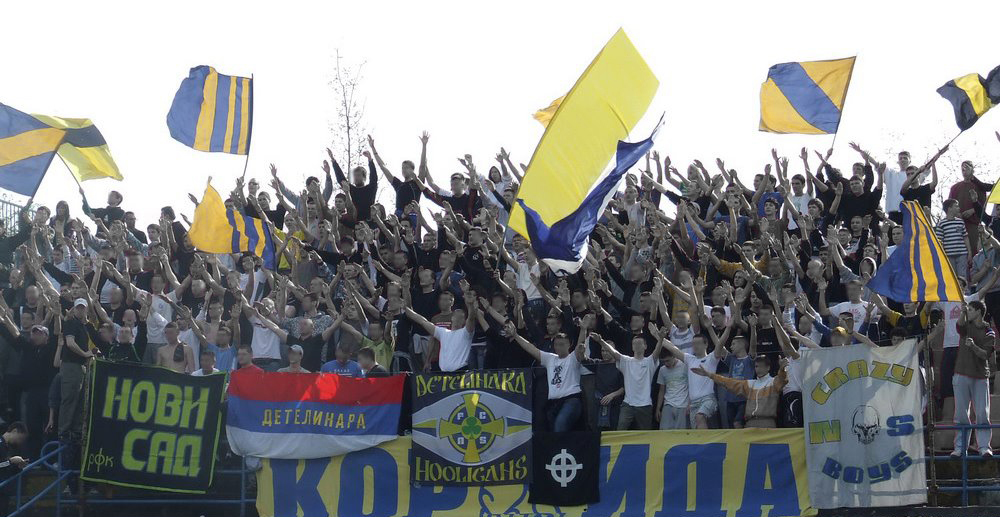
Korida 90

I tifosi organizzati si chiamano Korida, il gruppo è stato fondato nel 1990.

## Galleria d'immagini

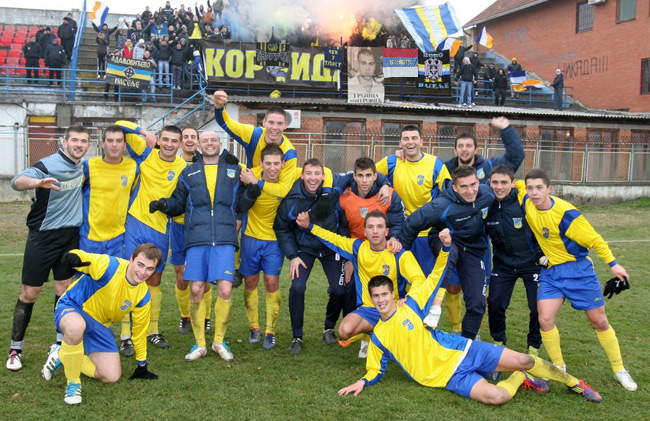
Squadra 2011-12